# Melanomys robustulus
Melanomys robustulus је врста глодара из породице хрчкова (Cricetidae).

## Распрострањење
Еквадор је једино познато природно станиште врсте.

## Станиште
Врста Melanomys robustulus има станиште на копну.

## Угроженост
Ова врста није угрожена, и наведена је као последња брига јер има широко распрострањење.

### Популациони тренд
Популација ове врсте је стабилна, судећи по доступним подацима.